# Norbert De Batselier
 (mars 2020).
Si vous disposez d'ouvrages ou d'articles de référence ou si vous connaissez des sites web de qualité traitant du thème abordé ici, merci de compléter l'article en donnant les références utiles à sa vérifiabilité et en les liant à la section « Notes et références ».
Norbert De Batselier est un homme politique belge membre du sp.a, né à Termonde le 24 décembre 1947.

## Biographie
Après des études d'économie à la VUB, il devient chercheur, conseiller et assistant à l'université entre 1970 et 1978 ainsi que professeur d'économie au Hoger Instituut voor Sociaal en Kultureel Werk à Bruxelles et directeur de l'Institut de formation ABVV jusqu'en 1980.
Il est chef du cabinet du ministre flamand des affaires intérieures et de l'économie de 1979 à 1981.
Norbert De Batselier est aussi bourgmestre de Termonde. Il est député entre 1981 et 1995 (il siège notamment pendant la 47e législature de la Chambre des représentants).
Il est président du Parlement flamand du 1995 au 12 juillet 2006.